# سرنجی نوک‌کوتاه
سُرَنجی نوک‌کوتاه (نام علمی: Pericrocotus brevirostris) نام یک گونه از سرده سرنجی است.
این پرنده در بنگلادش، بوتان (کشور), کامبوج، چین، هند، لائوس، میانمار، نپال، تایلند، و ویتنام زندگی می‌کند. زیستگاه طبیعی آن جنگل‌های گرمسیری و نیمه‌گرمسیری جلگه‌های پرباران و جنگل‌های کوهستانی است.